# Johann Carl Friedrich Dauthe
Johann Carl Friedrich Dauthe (Lipsia, 26 settembre 1746 – Bad Flinsberg, 13 luglio 1816) è stato un architetto tedesco.
È stato paesaggista e incisore tedesco del primo neoclassicismo a Lipsia, i cui edifici appartengono principalmente al cosiddetto stile Zopf.

## Biografia

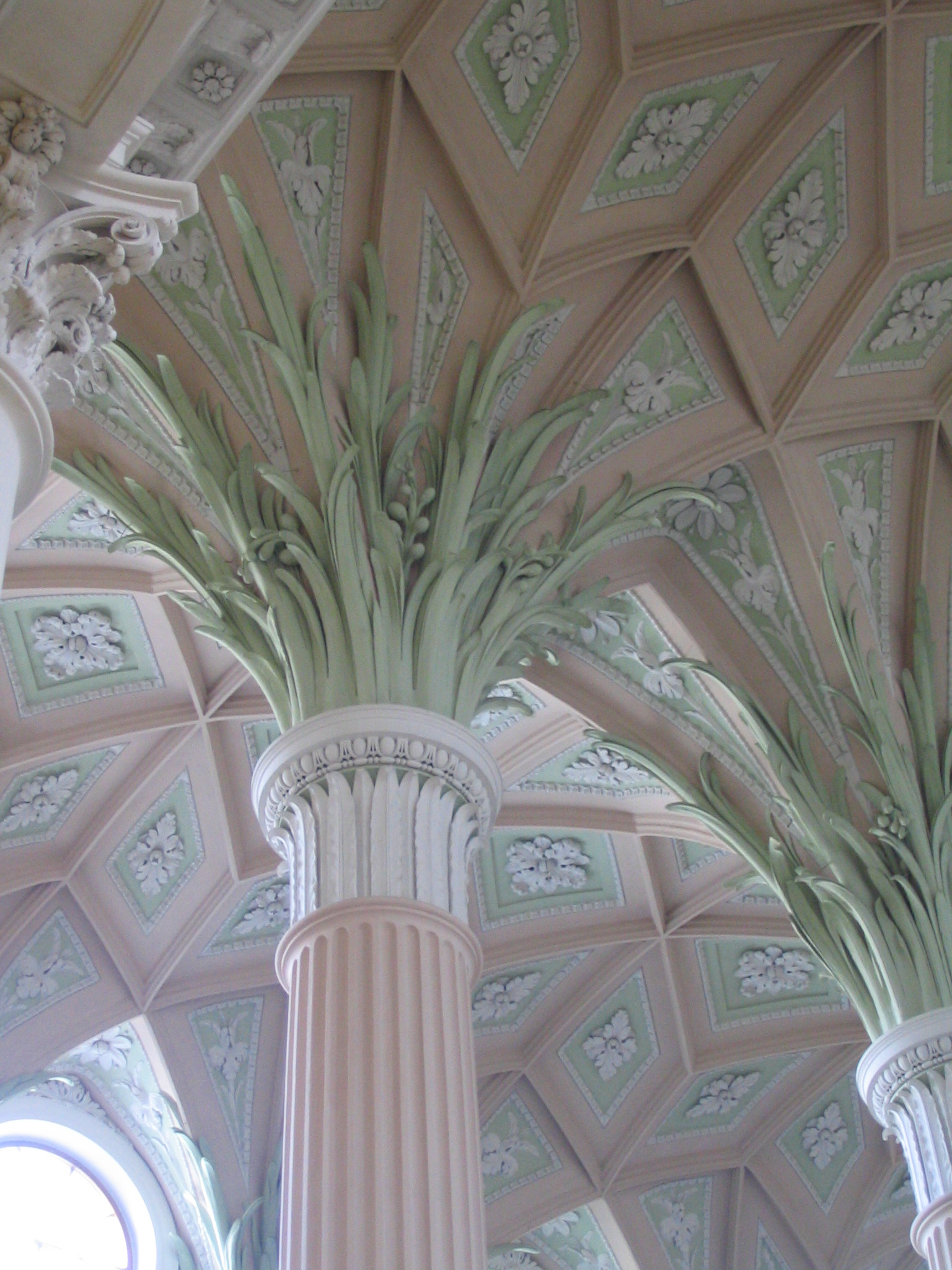
Capitale delle palme nella chiesa di San Nicola di Lipsia

Figlio di Johann Heinrich Dauthe, proprietario del caffè ed ex soldato dell'elettorato di Sassonia. Dopo aver preso lezioni private con Adam Friedrich Oeser e essersi iscritto all'Università di Lipsia, studiò architettura all'Accademia di Belle Arti di Dresda con Friedrich August Krubsacius, uno dei critici tedeschi più longevi del rococò. Fino a quando Oeser non nominò volontariamente Dauthe, che stimava molto, professore di architettura all'Accademia di belle arti di Lipsia nel 1776, aveva lavorato come membro ufficiale della giuria di ingegneria idraulica e muliniera e come geometra elettorale dal 1773. Dal 1780 fino alla morte fu il primo direttore dei lavori pubblici della città di Lipsia.
La sua appartenenza alla loggia massonica di Lipsia Minerva zu den drei Palmen lo collegò a numerosi intellettuali e artisti dal 1778. Dal 1782 era sposato con Johanna Magdalena Olbrecht, figlia del segretario comunale di Lipsia. Durante un soggiorno termale in compagnia della figlia, che viveva a Breslavia, morì di ictus all'età di 69 anni nella piccola città della Slesia Bad Flinsberg.

## Opere e progetti
Progettò in particolare il progetto per Augustusplatz al Promenadenring di Lipsia nel 1785. L'opera principale di Dauthe è la ristrutturazione classicista dell'interno della chiesa tardogotica di San Nicola di Lipsia, avvenuta nel corso di un lungo periodo di costruzione dal 1784 al 1797.